# Plecia paracollaris
Plecia paracollaris är en tvåvingeart som beskrevs av Hardy 1961. Plecia paracollaris ingår i släktet Plecia och familjen hårmyggor.
Artens utbredningsområde är Colombia. Inga underarter finns listade i Catalogue of Life.